# Lista di standard EN
Gli standard europei (abbreviati EN) sono standard tecnici elaborati e mantenuti dal CEN (Comitato europeo di normazione), CENELEC (Comitato europeo di normazione elettrotecnica) ed ETSI (European Telecommunications Standards Institute).
La norma EN 1 del CEN dal titolo "stufe a olio fluido con bruciatori a vaporizzazione" specifica per il mercato europeo, è stata pubblicata nel 1980.

## EN 1–999
- EN 1: stufe a olio fluido con bruciatori a vaporizzazione
- EN 2: classificazione del fuoco
- EN 3: estintori portatili
- EN 19: Valvole industriali - Marcatura di valvole metalliche
- EN 26: scaldacqua istantanei a gas per la produzione di acqua calda sanitaria
- EN 40-1: colonne luminose - Parte 1: definizioni e termini
- EN 40-2: Colonne luminose - Parte 2: Requisiti generali e dimensioni
- EN 40-3-1: Colonne luminose - Parte 3-1: Progettazione e verifica - Specifiche per carichi caratteristici
- EN 40-3-2: Colonne luminose - Parte 3-2: Progettazione e verifica - Verifica mediante test
- EN 40-3-3: Colonne luminose - Parte 3-3: Progettazione e verifica - Verifica mediante calcolo
- EN 40-4: colonne luminose - Parte 4: Requisiti per colonne luminose in cemento armato precompresso
- EN 40-5: Colonne luminose - Parte 5: Requisiti per colonne luminose in acciaio
- EN 40-6: colonne luminose - Parte 6: Requisiti per colonne luminose in alluminio
- EN 40-7: colonne di illuminazione - Parte 7: Requisiti per colonne di illuminazione in composito polimerico rinforzato con fibre
- EN 54: sistemi di rilevamento e allarme antincendio
- EN 71: sicurezza dei giocattoli
- EN 81: sicurezza degli ascensori
- EN 115: sicurezza di scale mobili e marciapiedi mobili
- EN 166: protezione personale degli occhi. specificazioni
- EN 716: requisiti di sicurezza per i lettini da bambini

## EN 1000–9999
- EN 1010-1: sicurezza del macchinario. Requisiti di sicurezza per la progettazione e la costruzione di macchine per la stampa e la trasformazione della carta. Requisiti comuni
- EN 1010-2: Sicurezza dei macchinari. Requisiti di sicurezza per la progettazione e la costruzione di macchine per la stampa e la trasformazione della carta. Macchine per la stampa e la verniciatura, comprese le macchine di prestampa
- EN 1010-3: sicurezza del macchinario. Requisiti di sicurezza per la progettazione e la costruzione di macchine per la stampa e la trasformazione della carta. Macchine da taglio
- EN 1010-4: sicurezza del macchinario. Requisiti di sicurezza per la progettazione e la costruzione di macchine per la stampa e la trasformazione della carta. Legatrici, convertitori di carta e macchine per la finitura
- EN 1010-5: Sicurezza del macchinario - Requisiti di sicurezza per la progettazione e la costruzione di macchine per la stampa e la trasformazione della carta. Macchine per la produzione di cartone ondulato
- EN 1069: scivoli d'acqua di altezza pari o superiore a 2 m
- EN 1078: caschi per ciclisti e per utenti di skateboard e pattini a rotelle
- EN 1090: Esecuzione di strutture in acciaio e strutture in alluminio (3 parti)
- EN 1092: flange e giunti. Flange circolari per tubi, valvole, raccordi e accessori, designato PN
- EN 1130: requisiti di sicurezza per le culle da bambino
- EN 1168: Prodotti prefabbricati in calcestruzzo - Lastre alveolari
- EN 1176-1: attrezzatura per parco giochi. Requisiti generali di sicurezza e metodi di prova
- EN 1177: superficie per parchi giochi ad assorbimento di impatto. Requisiti di sicurezza e metodi di prova
- EN 1325-1: Vocabolario di gestione del valore, valutazione del valore e analisi funzionale
- EN 1337: cuscinetti strutturali
- EN 1399: pavimenti resilienti. Determinazione della resistenza alle sigarette bruciate e bruciate
- EN 2366:2019 Serie aerospaziale - Lamiere e nastri - Leghe resistenti al calore - Laminati a freddo - Spessore a ≤ 3 mm - Dimensioni

## EN 10000–10999
Questa gamma comprende quasi esclusivamente gli standard CEN relativi al ferro e all'acciaio.
- EN 10002: materiali metallici - prove di trazione
  - EN 10002-1: metodo di prova a temperatura ambiente
- EN 10024: sezioni della flangia conica laminata a caldo I. Tolleranze su forma e dimensioni
- EN 10025: prodotti laminati a caldo di acciai strutturali
  - EN 10025-1: Parte 1: Condizioni tecniche generali di consegna
  - EN 10025-2: Parte 2: Condizioni tecniche di fornitura per acciai strutturali non legati
  - EN 10025-3: Parte 3: Condizioni tecniche di fornitura per acciai strutturali saldati laminati normalizzati / normalizzati a grana fine
  - EN 10025-4: Parte 4: Condizioni tecniche di fornitura per acciai strutturali saldati laminati termomeccanici a grana fine
  - EN 10025-5: Parte 5: Condizioni tecniche di consegna per acciai strutturali con resistenza alla corrosione atmosferica migliorata
  - EN 10025-6: Parte 6: Condizioni tecniche di consegna per prodotti piatti di acciai strutturali ad alta resistenza allo snervamento in condizioni di bonifica
- EN 10027: Sistemi di designazione per acciaio. 
  - EN 10088-1 Acciai inossidabili - Parte 1: Elenco degli acciai inossidabili
  - EN 10088-2 Acciai inossidabili - Parte 2: Condizioni tecniche di fornitura per fogli / lastre e nastri di acciai resistenti alla corrosione per usi generali
  - EN 10088-4 Acciai inossidabili - Parte 3: Acciai inossidabili - Condizioni tecniche di consegna per semilavorati, barre, barre, filo, sezioni e prodotti brillanti di acciai resistenti alla corrosione per usi generali
- EN 10204: Prodotti metallici - Tipi di documenti di ispezione
- EN 10216: tubi di acciaio senza saldatura a fini di pressione
  - EN 10216-1: Parte 1: Tubi di acciaio non legato con proprietà di temperatura ambiente specificate
  - EN 10216-2: Parte 2: Tubi di acciaio non legato e legato con proprietà di temperatura elevata specificate
  - EN 10216-3: Parte 3: tubi in acciaio a grana fine in lega
  - EN 10216-4: Parte 4: Tubi di acciai non legati e legati con proprietà specificate per basse temperature
  - EN 10216-5: Parte 5: tubi in acciaio inossidabile
- EN 10217: tubi di acciaio saldati per scopi di pressione
  - EN 10217-1: Parte 1: Tubi di acciaio non legato con proprietà di temperatura ambiente specificate
  - EN 10217-2: Parte 2: tubi saldati elettrici non legati e acciaio legato con proprietà di temperatura elevata specificate
  - EN 10217-3: Parte 3: tubi in acciaio a grana fine in lega
  - EN 10217-4: Parte 4: tubi in acciaio non legato elettrosaldati con proprietà specificate per basse temperature
- EN 10240: rivestimento protettivo interno e / o esterno per tubi in acciaio - specifiche per rivestimenti zincati a caldo applicati in impianti automatici
- EN 10365: canali in acciaio laminato a caldo, sezioni I e H. Dimensioni e masse

## EN 11000–12999
- EN 12102: Condizionatori d'aria, pacchetti refrigeranti liquidi, pompe di calore e deumidificatori con compressori azionati elettricamente per riscaldamento e raffreddamento degli ambienti - Misurazione del rumore aereo - Determinazione del livello di potenza sonora
- EN 12103: Pavimenti resilienti - Sottofondi in sughero agglomerato - Specifiche
- EN 12104: Pavimenti resilienti - Piastrelle per pavimenti in sughero - Specifiche
- EN 12105: Pavimenti resilienti - Determinazione del contenuto di umidità del sughero agglomerato
- EN 12199: pavimenti resilienti. Specifiche per rivestimenti per pavimenti in gomma a rilievo omogenei ed eterogenei
- EN 12221: requisiti di sicurezza per i fasciatoi da bambino
- EN 12246: Classificazione di qualità del legname utilizzato in pallet e imballaggi
- EN 12255: Impianti di trattamento delle acque reflue
  - EN 12255-1: Parte 1: Principi generali di costruzione
  - EN 12255-2: Parte 2: Requisiti prestazionali degli impianti di pompaggio di acque reflue grezze
  - EN 12255-3: Parte 3: trattamento preliminare
  - EN 12255-4: Parte 4: insediamento primario
  - EN 12255-5: Parte 5: Processi di laguna
  - EN 12255-6: Parte 6: processo di fanghi attivi
  - EN 12255-7: Parte 7: Reattori biologici a film fisso
  - EN 12255-8: Parte 8: Trattamento e conservazione dei fanghi
  - EN 12255-9: Parte 9: Controllo degli odori e ventilazione
  - EN 12255-10: Parte 10: Principi di sicurezza
  - EN 12255-11: Parte 11: dati generali richiesti
  - EN 12255-12: Parte 12: Controllo e automazione
  - EN 12255-13: Parte 13: Trattamento chimico - Trattamento delle acque reflue mediante precipitazione / flocculazione
  - EN 12255-14: Parte 14: Disinfezione
  - EN 12255-15: Parte 15: Misurazione del trasferimento di ossigeno in acqua pulita in serbatoi di aerazione di impianti a fanghi attivi
  - EN 12255-16: Parte 16: filtrazione fisica (meccanica)
- EN 12277:2019 Attrezzatura per alpinismo - Imbracature - Requisiti di sicurezza e metodi di prova
- EN 12281: stampa e carta commerciale. Requisiti per la carta da copia.
- EN 12345: saldatura. Termini multilingue per giunti saldati con illustrazioni
- EN 12413: Requisiti di sicurezza per i prodotti abrasivi agglomerati
- EN 12492: caschi per alpinismo
- EN 12566: piccoli sistemi di trattamento delle acque reflue per un massimo di 50 PT
  - EN 12566-1: Parte 1: fosse settiche prefabbricate
  - EN 12566-2: Parte 2: Sistemi di infiltrazione del suolo
  - EN 12566-3: Parte 3: Impianti di trattamento delle acque reflue domestiche imballati e / o assemblati in loco
  - EN 12566-4: Parte 4: fosse settiche assemblate in situ da kit prefabbricati
  - EN 12566-5: Parte 5: Sistemi di filtrazione degli effluenti pretrattati
  - EN 12566-6: Parte 6: Unità di trattamento prefabbricate per effluenti di fosse settiche
  - EN 12566-7: Parte 7: Unità di trattamento terziario prefabbricate
- EN 12572: strutture per arrampicata artificiale
- EN 12600: Classificazione della resistenza dei vetri all'impatto
- EN 12663: Applicazioni ferroviarie - Requisiti strutturali delle carrozzerie dei veicoli ferroviari
- EN 12797: Brasatura - Prove distruttive di giunti brasati
- EN 12799: Brasatura - Giunti brasati per esame non distruttivo
- EN 12810: ponteggi per facciate realizzati con parti prefabbricate
- EN 12811: attrezzature per lavori temporanei
- EN 12841: dispositivi di protezione anticaduta personali. Sistemi di accesso alla corda. Dispositivi di regolazione della corda
- EN 12890:  Patterns, attrezzature per pattern e corebox per la produzione di stampi e anime in sabbia
- EN 12952: Caldaie a tubi d'acqua e installazioni ausiliarie
- EN 12973: gestione del valore
- EN 12975-1: Sistemi e componenti solari termici -  Collettori solari

## EN 13000–39999
- EN 13000: Gru - Autogrù
- EN 13133: "Brasatura - Omologazione Brazer" (2000)
- EN 13145: Applicazioni ferroviarie - Binario - Traversine e portanti in legno
- EN 13146: Applicazioni ferroviarie - Binario - Metodi di prova per sistemi di fissaggio
- EN 13162: 2013-03: Prodotti per isolamento termico per edifici - Prodotti di lana minerale (MW) fabbricati in fabbrica
- EN 13204: strumenti di salvataggio idraulici a doppio effetto per l'uso nei servizi antincendio e di salvataggio. Requisiti di sicurezza e prestazioni
- EN 13236: Requisiti di sicurezza per prodotti superabrasivi
- EN 13250:2016 Geotessili e prodotti affini - Caratteristiche richieste per l'impiego nella costruzione di ferrovie
- EN 13300: qualità e classificazione della pittura murale (interna)
- EN 13309: Macchine da cantiere - Compatibilità elettromagnetica di macchine con alimentazione interna
- EN 13319: accessori per immersioni. Misuratori di profondità e dispositivi combinati di misurazione della profondità e del tempo. Requisiti funzionali e di sicurezza, metodi di prova.
- EN 13402: designazione delle dimensioni dei vestiti
- EN 13432: Requisiti per imballaggi recuperabili mediante compostaggio e biodegradazione - Schema di prova e criteri di valutazione per l'accettazione finale degli imballaggi -  Compostabile e  biodegradabile imballaggio
- EN 13445: recipienti a pressione non alimentati
- EN 13480: tubazioni metalliche industriali
- EN 13501: classificazione al fuoco dei prodotti da costruzione e degli elementi edili
- EN 13537: valori di temperatura per sacco a pelo s
- EN 13594:2002 guanti protettivi per motociclisti professionisti. Requisiti
- EN 13612 Valutazione delle prestazioni dei dispositivi medico-diagnostici in vitro
- EN 13743: Requisiti di sicurezza per gli abrasivi flessibili
- EN 14988: requisiti di sicurezza per i seggioloni da bambino
- EN 15085 Applicazioni ferroviarie - Saldatura di veicoli ferroviari e dei relativi componenti (vedere anche Norme della serie EN 15085)
- EN 15250:2007 Apparecchi a rilascio lento di calore alimentati a combustibile solido - Requisiti e metodi di prova
- EN 15493:2019 Candele - Specifiche per la sicurezza antincendio
- EN 16258:2012 Metodologia per il calcolo e la dichiarazione del consumo di energia e di emissioni di gas ad effetto serra (GHG) dei servizi di trasporto (merci e passeggeri)
- EN 16992:2017 Competenze per i rappresentanti doganali
- EN 17250:2020 Derrate alimentari - Determinazione dell'ocratossina A nelle spezie, liquirizia, cacao e prodotti a base di cacao mediante IAC clean-up e HPLC-FLD

## EN 40000–49999
- la serie EN 45000 da 45001 al 45014 emesse negli anni '90 per Laboratori di Prova ed Organismi di Certificazione, sono state ritirate e sostituite dalla serie internazionale ISO 17000.
- EN 45020 Normazione e attività connesse - Vocabolario generale

## EN 50000–59999 (specifiche elettriche CEN, non elettriche IEC)
- EN 50022: guide di montaggio con innesto a scatto per quadro di bassa tensione (guida DIN)
- EN 50075: Europlug
- EN 50090: Sistemi elettronici per la casa e l'edificio ( KNX / EIB)
- EN 50102: gradi di protezione forniti da custodie per apparecchiature elettriche contro impatti meccanici esterni
- EN 50119: Applicazioni ferroviarie - Installazioni fisse: linee aeree di contatto per trazione elettrica per ferrovie
- EN 50121: Applicazioni ferroviarie - Compatibilità elettromagnetica
  - EN 50121-1: Applicazioni ferroviarie - Compatibilità elettromagnetica Parte 1: Generale
  - EN 50121-2: Applicazioni ferroviarie - Compatibilità elettromagnetica - Parte 2: emissione di tutto il sistema ferroviario al mondo esterno
  - EN 50121-3-1: Applicazioni ferroviarie - Compatibilità elettromagnetica - Parte 3-1: materiale rotabile - Treno e veicolo completo
  - EN 50121-3-2: Applicazioni ferroviarie - Compatibilità elettromagnetica - Parte 3-2: materiale rotabile - Apparato
  - EN 50121-4: Applicazioni ferroviarie - Compatibilità elettromagnetica - Parte 4: emissione e immunità dell'apparato di segnalazione e di telecomunicazione
  - EN 50121-5: Applicazioni ferroviarie - Compatibilità elettromagnetica - Parte 5: Emissione e immunità di impianti e apparecchi di alimentazione fissi
- EN 50122: Applicazioni ferroviarie - Installazioni fisse
  - EN 50122-1: Applicazioni ferroviarie - Installazioni fisse - Sicurezza elettrica, messa a terra e circuito di ritorno - Parte 1: Disposizioni di protezione contro le scosse elettriche
  - EN 50122-2: Applicazioni ferroviarie - Installazioni fisse - Parte 2: Disposizioni di protezione contro gli effetti delle correnti vaganti causate da corrente continua sistemi di trazione
  - EN 50122-3: Applicazioni ferroviarie - Installazioni fisse - Sicurezza elettrica, messa a terra e circuito di ritorno - Parte 3: Interazione reciproca di a.c. e d.c. sistemi di trazione
- EN 50123: Applicazioni ferroviarie - Installazioni fisse - Apparecchiature D.C.
- EN 50124: Applicazioni ferroviarie - Coordinamento dell'isolamento
- EN 50125-2: Applicazioni ferroviarie - Condizioni ambientali per le apparecchiature - Parte 2: Installazioni elettriche fisse
- EN 50125-3: Applicazioni ferroviarie - Condizioni ambientali per apparecchiature - Parte 3: Apparecchiature per la segnalazione e le telecomunicazioni
- EN 50126: Applicazioni ferroviarie - Le specifiche e la dimostrazione di affidabilità, disponibilità, manutenibilità e sicurezza
- EN 50128: Applicazioni ferroviarie - Sistemi di comunicazione, segnalazione ed elaborazione - Software per sistemi di controllo e protezione ferroviari
- EN 50129: Applicazioni ferroviarie - Sistemi di comunicazione, segnalazione ed elaborazione - Sistemi elettronici di segnalazione di sicurezza
- EN 50130: Sistemi di allarme - Compatibilità elettromagnetica e metodi di prova ambientale
- EN 50131: Sistemi di allarme - Sistemi antintrusione e di sostegno
- EN 50136: Sistemi di allarme - Sistemi di trasmissione degli allarmi
- EN 50153: Applicazioni ferroviarie - Materiale rotabile - Disposizioni di protezione relative ai pericoli elettrici
- EN 50155: Applicazioni ferroviarie - Apparecchiature elettroniche utilizzate sul materiale rotabile
- EN 50157: Requisiti di interconnessione di apparecchiature elettroniche domestiche e simili (Parte 1 = AV.link)
- EN 50159: Applicazioni ferroviarie - Sistemi di comunicazione, segnalazione ed elaborazione - Comunicazione legata alla sicurezza nei sistemi di trasmissione
- EN 50163: le applicazioni ferroviarie forniscono tensioni dei sistemi di trazione
- EN 50178: Apparecchiature elettroniche da utilizzare in installazioni elettriche
- EN 50262: sistema metrico pressacavo s
- EN 50267: Gas corrosivi
- EN 50272-1: Standard per i requisiti di sicurezza per batterie secondarie e installazioni di batterie - Parte 1 Informazioni generali sulla sicurezza
- EN 50272-2: Standard per i requisiti di sicurezza per batterie secondarie e installazioni di batterie - Parte 2 Batterie fisse
- EN 50522: messa a terra di impianti di potenza superiori a 1 kV a.c.
- EN 50308: Turbine eoliche - Misure di protezione - Requisiti di progettazione, funzionamento e manutenzione
- EN 50325: sottosistema di comunicazioni industriali basato su ISO 11898 (CAN) per interfacce controller-dispositivo
- EN 50412: Apparecchi e sistemi di comunicazione su linea elettrica utilizzati in impianti a bassa tensione nella gamma di frequenza da 1,6 MHz a 30 MHz
- EN 50436: interblocchi dell'alcool
- EN 50525: cavi per energia a bassa tensione; una fusione di HD 21 e HD 22.
- EN 50571: specifica i requisiti generali per i sistemi di alimentazione centralizzata per un approvvigionamento energetico indipendente alle apparecchiature di sicurezza essenziali. Copre i sistemi permanentemente collegati a corrente alternata tensioni di alimentazione non superiori a 1.000 V e che utilizzano batterie come fonte di alimentazione alternativa
- EN 50581: documentazione per la valutazione di prodotti elettrici ed elettronici rispetto alla  RoHS
- EN 50600: Tecnologia dell'informazione - Strutture e infrastrutture per data center

## EN 60000-69999 (edizioni CEN di standard IEC)
- EN 60065: Audio, Video e apparecchi elettronici simili - Requisiti di sicurezza.
- EN 60073: Codifica dei dispositivi indicatori e degli attuatori, con colori e mezzi supplementari;
- EN 60335-1 Sicurezza degli apparecchi elettrici d'uso domestico e similare - Sicurezza
- EN 60447: Interfaccia uomo-macchina: principi di manovra;
- EN 60950-1: Apparecchiature per la tecnologia dell'informazione - Sicurezza - Parte 1: Requisiti generali
- EN 60950-21: Apparecchiature per la tecnologia dell'informazione - Sicurezza - Parte 21: Alimentazione remota
- EN 60950-22: Apparecchiature per la tecnologia dell'informazione - Sicurezza - Parte 22: Apparecchiature installate all'aperto
- EN 60950-23: Apparecchiature per la tecnologia dell'informazione - Sicurezza - Parte23: Apparecchiature per l'archiviazione di dati di grandi dimensioni
- EN 61000-1-2: Compatibilità elettromagnetica (EMC). Generale. Metodologia per il raggiungimento della sicurezza funzionale dei sistemi elettrici ed elettronici, comprese le apparecchiature relative ai fenomeni elettromagnetici
- EN 61000-1-3: Compatibilità elettromagnetica (EMC). Generale. Gli effetti dell'EMP ad alta quota (HEMP) su apparecchiature e sistemi civili
- EN 61000-1-4: Compatibilità elettromagnetica (EMC). Generale. Logica storica per la limitazione delle emissioni di corrente armonica condotte dalla frequenza di potenza dalle apparecchiature, nella gamma di frequenza fino a 2 kHz
- EN 61000-1-5: Compatibilità elettromagnetica (EMC). Generale. Effetti elettromagnetici ad alta potenza (HPEM) sui sistemi civili
- EN 61000-1-6: Compatibilità elettromagnetica (EMC). Generale. Guida alla valutazione dell'incertezza di misura
- EN 61000-2-2: Compatibilità elettromagnetica (EMC). Ambiente. Livelli di compatibilità per disturbi condotti a bassa frequenza e segnalazione nei sistemi pubblici di alimentazione a bassa tensione
- EN 61000-2-4: Compatibilità elettromagnetica (EMC). Ambiente. Livelli di compatibilità negli impianti industriali per disturbi condotti a bassa frequenza
- EN 61000-2-9: Compatibilità elettromagnetica (EMC). Ambiente. Descrizione dell'ambiente HEMP. Disturbo irradiato. Pubblicazione EMC di base
- EN 61000-2-10: Compatibilità elettromagnetica (EMC). Ambiente. Descrizione dell'ambiente HEMP. Disturbo condotto
- EN 61000-2-12: Compatibilità elettromagnetica (EMC). Ambiente. Livelli di compatibilità per disturbi condotti a bassa frequenza e segnalazione nei sistemi pubblici di alimentazione a media tensione
- EN 61000-3-2: Compatibilità elettromagnetica (EMC). Limiti. Limiti per le emissioni di corrente armonica (corrente di ingresso dell'apparecchiatura fino a 16 A inclusi per fase)
- EN 61000-3-3: Compatibilità elettromagnetica (EMC). Limiti. Limitazione di variazioni di tensione, fluttuazioni di tensione e sfarfallio nei sistemi di alimentazione pubblici a bassa tensione, per apparecchiature con corrente nominale ≤ 16 A per fase e non soggette a collegamento condizionale
- EN 61000-3-11: Compatibilità elettromagnetica (EMC). Limiti. Limitazione delle variazioni di tensione, fluttuazioni di tensione e sfarfallio nei sistemi di alimentazione pubblici a bassa tensione. Apparecchiatura con corrente di tensione nominale ≤ 75 A e soggetta a collegamento condizionale
- EN 61000-3-12: Compatibilità elettromagnetica (EMC). Limiti.
- EN 62304:2006 Dispositivi medici software - Ciclo di vita del software
- EN 62353:2014 Apparecchi Elettromedicali-Verifiche periodiche e prove da effettuare a seguito di interventi di riparazione degli apparecchi elettromedicali.
- EN 62366-1 Dispositivi medici Parte 1: Applicazione dell'ingegneria delle caratteristiche utilizzative ai dispositivi medici